# Stazione meteorologica di Pienza
La stazione meteorologica di Pienza è la stazione meteorologica di riferimento relativa alla località di Pienza.

## Storia
La stazione meteorologica venne attivata nel 1885 presso la torre dell'osservatorio del complesso architettonico del Conservatorio di San Carlo, al n. 6 dell'omonima via del centro storico. L'osservatorio meteorologico entrò a far parte della rete di stazioni del Regio Ufficio Centrale di Meteorologia; i dati venivano raccolti dal personale del conservatorio e pubblicati negli annali dell'Ufficio Centrale di Meteorologia prima e negli annali idrologici del Ministero dei lavori pubblici poi.
Attorno alla metà del Novecento iniziò il lento declino del conservatorio fino alla sua definitiva soppressione avvenuta nel 1958. Nel frattempo, il Compartimento di Pisa del Servizio Idrografico e Mareografico Nazionale aveva già provveduto nel 1936 all'attivazione della stazione meteorologica denominata di Pienza Madonnina in un'ubicazione diversa all'interno della cittadina: dopo la definitiva chiusura del conservatorio, le osservazioni meteorologiche a Pienza proseguirono unicamente presso la nuova stazione, i cui dati sono stati pubblicati fino al 1996 negli annali idrologici del compartimento pisano.

## Coordinate geografiche
La stazione meteorologica si trova nell'Italia centrale, in Toscana, in provincia di Siena, nel comune di Pienza.
L'ubicazione originaria del Regio Osservatorio Meteorologico di Pienza era presso il complesso architettonico del conservatorio di San Carlo, a 499 metri s.l.m. e alle coordinate geografiche 43°04′34.67″N 11°40′53.28″E.

## Dati climatologici 1961-1990
In base alla media trentennale di riferimento (1961-1990), la temperatura media del mese più freddo, gennaio, è di +4,8 °C; quella dei mesi più caldi, luglio e agosto, si attesta a +22,8 °C .
Le precipitazioni medie annue nel medesimo trentennio si attestano a 689 mm, con moderato picco in autunno e distribuzione relativamente costante nelle altre tre stagioni con minimo relativo in estate.
| Pienza Madonnina (1961-1990) | Mesi | Mesi | Mesi | Mesi | Mesi | Mesi | Mesi | Mesi | Mesi | Mesi | Mesi | Mesi | Stagioni | Stagioni | Stagioni | Stagioni | Anno  |
| Pienza Madonnina (1961-1990) | Gen  | Feb  | Mar  | Apr  | Mag  | Giu  | Lug  | Ago  | Set  | Ott  | Nov  | Dic  | Inv      | Pri      | Est      | Aut      | Anno  |
| ---------------------------- | ---- | ---- | ---- | ---- | ---- | ---- | ---- | ---- | ---- | ---- | ---- | ---- | -------- | -------- | -------- | -------- | ----- |
| T. max. media (°C)           | 8,3  | 9,1  | 12,2 | 16,5 | 21,6 | 25,4 | 29,0 | 28,8 | 24,8 | 18,5 | 13,3 | 10,2 | 9,2      | 16,8     | 27,7     | 18,9     | 18,1  |
| T. min. media (°C)           | 1,3  | 1,4  | 3,3  | 6,5  | 10,0 | 13,4 | 16,6 | 16,8 | 14,2 | 10,2 | 6,4  | 3,2  | 2,0      | 6,6      | 15,6     | 10,3     | 8,6   |
| Precipitazioni (mm)          | 48,6 | 58,7 | 54,6 | 61,7 | 55,2 | 52,7 | 25,3 | 45,9 | 60,4 | 75,0 | 84,6 | 66,3 | 173,6    | 171,5    | 123,9    | 220,0    | 689,0 |

## Temperature estreme mensili dal 1921 al 1996
Di seguito sono riportati i valori estremi mensili delle temperature massime e minime registrate a Pienza dal 1921 al 1996, presso l'osservatorio meteorologico tra il 1921 e il 1952 e in località Madonnina tra il 1953 e il 1996.
In base alle suddette rilevazioni, la temperatura massima assoluta è stata registrata nell'agosto 1974 con +39,0 °C, mentre la minima assoluta di -11,5 °C è datata dicembre 1940.
| Pienza Madonnina (1921-1996) | Mesi         | Mesi         | Mesi        | Mesi        | Mesi        | Mesi        | Mesi        | Mesi        | Mesi        | Mesi        | Mesi        | Mesi         | Stagioni | Stagioni | Stagioni | Stagioni | Anno  |
| Pienza Madonnina (1921-1996) | Gen          | Feb          | Mar         | Apr         | Mag         | Giu         | Lug         | Ago         | Set         | Ott         | Nov         | Dic          | Inv      | Pri      | Est      | Aut      | Anno  |
| ---------------------------- | ------------ | ------------ | ----------- | ----------- | ----------- | ----------- | ----------- | ----------- | ----------- | ----------- | ----------- | ------------ | -------- | -------- | -------- | -------- | ----- |
| T. max. assoluta (°C)        | 18,6 (1989)  | 21,0 (1990)  | 25,0 (1961) | 28,5 (1968) | 32,6 (1979) | 35,5 (1990) | 38,5 (1957) | 39,0 (1974) | 35,9 (1982) | 29,1 (1988) | 23,7 (1984) | 21,0 (1987)  | 21,0     | 32,6     | 39,0     | 35,9     | 39,0  |
| T. min. assoluta (°C)        | −11,0 (1942) | −11,0 (1956) | −8,5 (1971) | −3,5 (1941) | 0,4 (1957)  | 6,0 (1941)  | 9,5 (1969)  | 7,0 (1930)  | 4,0 (1931)  | −3,0 (1941) | −4,2 (1924) | −11,5 (1940) | −11,5    | −8,5     | 6,0      | −4,2     | −11,5 |